# Freddy/Eddy
Freddy/Eddy ist ein Psychothriller der Regisseurin Tini Tüllmann aus dem Jahr 2016, der im Februar 2018 seinen deutschen Kinostart hatte.

## Handlung
In Freddys schwerster Krise taucht plötzlich Eddy, sein imaginärer Freund aus Kindheitstagen, wieder auf. Er gleicht Freddy nicht nur aufs Haar, seit seinem Erscheinen passieren auch lauter schreckliche Dinge. Doch wie soll man beweisen, dass es jemanden gibt, den man sich eigentlich nur ausgedacht hat?
Der Maler Freddy steckt in seiner schwersten Krise: Er soll seine Frau brutal zusammengeschlagen haben, weiß aber nichts davon. Von seiner bisher so „angesagten“ Kunst will plötzlich niemand – nicht einmal die Galeristin – etwas wissen. Das Sorgerecht für den 8-jährigen Sohn ist in Gefahr. Plötzlich taucht Eddy, sein imaginärer Freund aus Kindheitstagen, wieder auf.
Anfangs zweifelt Freddy an seinen Sinnen, doch Eddy gleicht ihm nicht nur aufs Haar, er scheint auch so real zu sein, wie alles Andere in seinem Leben. Er beginnt die neue Unterstützung zu schätzen, doch schon bald passieren seltsame Dinge. Eddy hat nichts Gutes im Sinn. Das Leben entgleitet Freddy, dem eigentlich so selbstsicheren Künstler, umso mehr der vermeintliche Doppelgänger sich bei ihm einnistet.
Besonders als eine neue Nachbarin mit ihrer halbwüchsigen Tochter auftaucht und sich ihm nähert, bekommt Freddy Angst.
Doch nicht einmal sein Psychiater glaubt an Eddys Existenz. Und wieso hat er diese Träume, in denen er selbst Hand anlegt, bei all den Gräueltaten, die sich in letzter Zeit rapide häufen? Je mehr Freddy der Wahrheit auf die Spur kommt, umso gefährlicher wird es für ihn. Denn Eddy ist gekommen, um zu bleiben.
Es beginnt ein packendes Verwirrspiel um die Kontrolle von Identität, um Halluzination und Wirklichkeit. Wie soll man beweisen, dass es jemanden gibt, den man sich eigentlich nur ausgedacht hat?

## Produktion
Der Psychothriller FREDDY/EDDY wurde in Berlin und am Tegernsee ohne staatliche Fördermittel gedreht.
Nach 1,5-jähriger, erfolgloser Suche einer Verleih- oder Senderzusage um Förderung beantragen zu können, weil das Genre Psychothriller ausdrücklich als zu schwierig zu vermarkten galt, entschied die Regisseurin Tini Tüllmann, das Projekt mit eigenen Mitteln auf die Beine zu stellen. Sie gründete ihre Produktionsfirma Filmlawine und obwohl sie nur Rückstellungsverträge anbieten konnte, blieben sehr viele der Schauspieler und Teammitglieder an Bord.
Mit außerordentlich viel Unterstützung von allen Seiten konnte der Film mit einem Budget von nur ca. 75.000 € realisiert werden.
FREDDY/EDDY hatte seine Premiere auf den 50. Internationalen Hofer Filmtagen und wurde direkt mit dem ersten Heinz-Badewitz-Preis ausgezeichnet. Danach lief er auf etlichen deutschen und internationalen Festivals und entwickelte sich zum Festivalhit.
Abschluss der Festivaltour war das Austin Film Festival, das den Film als besten Film in der Kategorie „Dark Matters“ auszeichnete.
Trotz zahlreicher Nominierungen und Auszeichnungen und teils hervorragender Kritiken, fand der Film keinen Verleih, weil es in Deutschland kaum möglich ist, Verleihförderung zu erhalten, wenn keine Produktionsförderung vorausging. Doch Tüllmann ließ sich davon nicht aufhalten und erweiterte ihre Produktionsfirma zum Filmverleih. Sie brachte den Film im Februar 2018 (Kinostart 1. Februar 2018) mit Unterstützung von Schmidbauer Film auch noch im Eigenverleih ins Kino.

## Rezeption
Der Film Freddy/Eddy wurde zunächst während der Festivalauswertung mit ausgezeichneten Kritiken bedacht, zum Kinostart hin wurde er allerdings von Filmkritikern in Deutschland vereinzelt richtig zerrissen. Im Ausland hingegen wurde er größtenteils mit Lob überschüttet.
- „Tini Tüllmanns Regiedebüt ist ein Solitär im deutschen Kino, weil er sich traut, mit den klassischen Mitteln des Genrefilms eine Geschichte aus der deutschen Provinz auf die Spitze zu treiben. Sie hat mit großer Fantasie, ungewöhnlicher Energie und inszenatorischer Präzision einen bemerkenswerten deutschen Ausnahmefilm geschaffen, der gerne die Regel werden darf.“ Statement der Juroren Linda Söfker, Thorsten Schaumann und Alfred Holighaus 2016[7]

- Martin Schwarz von der Zitty schrieb „Freddy / Eddy ist mit atmosphärisch dichten Breitwandbildern bis hin zur brodelnden Tonspur gut gemachtes Spannungskino mit einem diabolischen Hauptdarsteller, das ganz auf den Effekt zielt. Wie so oft beim Genre Psychothriller ist zwar nicht jedes Detail plausibel, aber die Schnee-Idylle am Tegernsee kontrastiert gut mit den Dämonen der Hauptfigur.“[8]

- Jennie Kermode von der britischen Eye for Film schrieb: „Reading the pitch for Freddy/Eddy, one might expect kitsch. What Tüllmann delivers is a highly impressive piece of cinema.“[9]

- Awais Irfan von Hollywood News schrieb: „Tullmann has breathed a genuine authenticity to this film, grounding it as much as possible, and it makes for a thoroughly enjoyable, thrilling, sometimes even challenging and quite entertaining film-going experience.“[10]

- Tim Lindemann von der epd Film schrieb: „Tüllmanns erstaunlich hochkarätig besetzter Psychothriller lässt in seiner ersten Hälfte kein einziges Klischee des Schizophrenie-Dramas aus – tut aber gleichzeitig so, als hätte er mit seiner (möglicherweise) persönlichkeitsgespaltenen Hauptfigur einen einzigartig cleveren Einfall gehabt.“[11]

- Thomas Repenning von Moviebreak schrieb: „Als zuweilen sehr boshafter Psychothriller funktioniert der Film von Regisseurin Tini Tüllmann aber dennoch: Als verrücktes Lehrstück für das deutsche Kino, was sich wirklich mehr zutrauen sollte. Denn verstecken muss sich Freddy/Eddy gegenüber der internationalen Konkurrenz nicht.“[12]

- Hayley Roberts von Love Horror schrieb: “Freddy/Eddy is an enthralling domestic horror/thriller featuring a compelling plot, stunning scenery and an audacious subject that delves into a darker place that the average thriller. Without a doubt, Freddy/Eddy is a striking foreign language genre piece and a guaranteed must-see of the year.”[13]

- Ray von Houston Film Fanatics schrieb: “This movie is dark and twisted, but it is pretty damn awesome. I will admit I thought I knew where the plot was taking me, but I was completely wrong. This film throws some pretty epic curve balls your way right when you think you have a handle on it.”[14]

- Ulrich Kriest vom Filmdienst schreibt: „Kunstvoll gewebtes Verwirrspiel um einen Kunstmaler, der die Kontrolle über sein Leben verliert und sich mit einem Doppelgänger konfrontiert sieht.“[15]

- Christopher Diekhaus von spielfilm.de schrieb: „Trotz unübersehbar begrenzter Mittel erzeugt der erstaunlich prominente besetzte Film einen ordentlichen Sog, was besonders dem eindringlich aufspielenden Felix Schäfer zu verdanken ist, der scheinbar mühelos zwischen Freddys heftiger Verunsicherung und Eddys unheimlicher Boshaftigkeit changiert.“[16]

## Auszeichnungen
- Heinz-Badewitz-Preis (Beste Nachwuchsregie für ein Erstlingswerk) bei den 50. Internationale Hofer Filmtagen
- LÜDIA (Bester Film) beim Kinofest Lünen 2016
- Bester Spielfilm beim Snowdance Independent Film Festival
- Beste Regie beim Baltic Debuts Film Festival, in Swetlogorsk, Russland
- Beste Regie & Beste Produktion beim 13. Achtung Berlin – New Berlin Film Award
- Publikumspreis Bester Film beim Rügen International Film Festival
- Best Feature in the Dark Matters category beim Austin Film Festival in Austin, USA